# خطاب حالة الاتحاد 2003

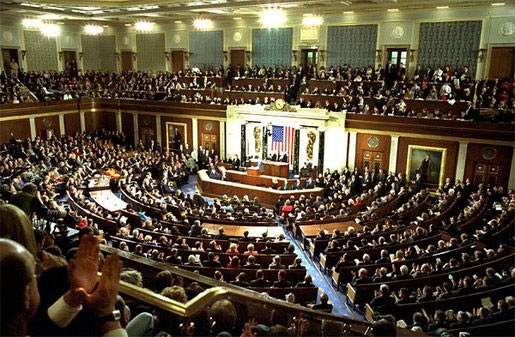
الرئيس الامريكى جورج دبليو بوش يلقى خطاب عام 2003 أمام جلسة مشتركة للكونغرس.

خطاب حالة الاتحاد لعام 2003 هو خطاب ألقاه الرئيس الأمريكي جورج دبليو بوش، الرئيس الثالث والأربعين للولايات المتحدة، يوم الثلاثاء 28 يناير 2003. وحدد مبررات غزو العراق في عام 2003. وبدأ مناقشته حول «الحرب على الإرهاب» بتأكيده كما كان قبل 11 سبتمبر 2001 ان «الخطر الأفدح الذي يواجه أمريكا والعالم هو الأنظمة الخارجة عن القانون التي تسعى إلى امتلاك أسلحة نووية وكيميائية وبيولوجية».
وكان صدام حسين هو الاسوأ وانه "لن يسمح للديكتاتور الوحشي الذي له تاريخ من العدوان المتهور الذي له علاقة بالإرهاب وثروة كبيرة بالسيطرة على منطقة حيوية وتهديد الولايات المتحدة". وفي هذا السياق قال بوش "ان الحكومة البريطانية علمت أن صدام حسين سعى مؤخرا إلى الحصول على كميات كبيرة من اليورانيوم من افريقيا" وهو الخط الذي أصبح مصدرا للخلاف في قضية بلايم اللاحقة. تمت الإشارة بإيجاز إلى وحشية حسين الداخلية وفوائد الحرية والتحرر للشعب العراقي قرب نهاية الخطاب. بدأ بـ “في كل هذه الأيام من الوعد وأيام الحساب، يمكننا أن نكون واثقين. في زوبعة من التغيير والأمل والخطر، إيماننا مؤكد، وعزمنا حازم، واتحادنا قوي". وفي منتصف الخطاب، قال: "في أفغانستان، ساعدنا في تحرير شعب مضطهد. وسنواصل مساعدتهم على تأمين بلادهم، وإعادة بناء مجتمعهم، وتعليم جميع أبنائهم، الفتيان والفتيات." وانتهى بقوله: "الأمريكيون شعب حر، يعرفون أن الحرية حق لكل إنسان ومستقبل كل أمة. الحرية التي نمنحها ليست هبة أميركية للعالم، بل هي هبة الله للبشرية". تحدث إلى كونغرس الولايات المتحدة 108.
وقبل أن يخاطب الرئيس العراق في خطابه، أمضى خمس فقرات تتناول مبادرته لمكافحة الإيدز في أفريقيا. جاء رد الديمقراطيين من قبل حاكم واشنطن آنذاك غاري لوك، الذي عين سفيرا للولايات المتحدة لدى الصين في عام 2011.

## وصلات خارجية
- خطاب حالة الاتحاد لعام 2003 بأكمله (فيديو) في C-SPAN
- رد حالة الاتحاد لعام 2003 بأكمله (فيديو) في C-SPAN
- رد حالة الاتحاد لعام 2003 بأكمله (نص)
- خطاب حالة الاتحاد لعام 2003 (النص الكامل)، مشروع الرئاسة الأمريكية, جامعة كاليفورنيا (سانتا باربرا)
- صوت خطاب بوش الثاني عن حالة الاتحاد